# Без изход (2002)
Без изход (на английски: No Way Out) е четвъртото годишно pay-per-view събитие от поредицата Без изход, продуцирано от Световната федерация по кеч (WWF). Събитието се провежда на 17 февруари 2002 г. в Милуоки, Уисконсин.
Акцентът на шоуто е дебюта на Новият световен ред и завръщането в компанията на Холивуд Хоган, Кевин Неш и Скот Хол.

## Резултати
| №                                         | Резултати                                                 | Правила | Време |
| ----------------------------------------- | --------------------------------------------------------- | --- | ----- |
| 1                                         | Дяконите (Брадшоу и Фарук) последни елиминират Били и Чък | Елиминационен отборен мач | 16:38 |
| 2                                         | Роб Ван Дам побеждава Златен прах                         | Индивидуален мач | 11:08 |
| 3                                         | Таз и Спайк Дъдли (ш) поб. Букър Ти и Тест чрез предаване | Отборен мач за Отборните титли на WWF                                                                                                 | 7:16  |
| 4                                         | Уилям Ригъл (ш) поб. Острието                             | Мач с Бокс на стълб за Интерконтиненталната титла на WWF                                                                              | 10:22 |
| 5                                         | Скалата поб. Гробаря                                      | Индивидуален мач | 17:25 |
| 6                                         | Кърт Енгъл поб. Трите Хикса                               | Индивидуален мач за определяне #1 претендент за Безспорната титла на WWF на Кечмания 18 със Стефани Макмеън като специален гост съдия | 14:39 |
| 7                                         | Крис Джерико (ш) поб. Ледения Стив Остин                  | Индивидуален мач за Безспорната титла на WWF                                                                                          | 21:33 |
| - (ш) – указва шампиона/шампионите в мача |                                                           | |       |